# Dignitatis humanae
Dignitatis Humanae (dobesedno slovensko O človeškem dostojanstvu) je dokument Rimskokatoliške Cerkve, ki je nastal med drugim vatikanskim koncilom; objavil ga je papež Pavel VI. 7. decembra 1965. Za dokument je glasovalo 2.308 škofov, proti pa 70.
Dokument je eden najpomembnejših dokumentov tega koncila in je deklaracija verske svobode.